# Feel (album)
Pour les articles homonymes, voir Feel.
Feel (stylisé en majuscules FEEL) est le 11e album studio de l'artiste japonaise Namie Amuro. Il est sorti le 10 juillet 2013 aux formats physique et numérique, et il s'agit de sa première sortie en studio via Dimension Point, une sous-division du label de Namie, Avex Trax. Feel, comme son prédécesseur Uncontrolled (2013), présente un large éventail de producteurs et d'auteurs-compositeurs extérieurs au Japon, y compris des collaborations avec Zedd, Dsign Music, Anthony Maniscalco et Steven Lee.
Albums de Namie Amuro
Uncontrolled
(2012) genic
(2015)
Singles
Inspiré pour créer de la musique entraînante pour la saison estivale, Feel se concentre sur la danse électronique et la musique électro house. C'est également son deuxième effort musical à inclure la langue anglaise et explore par ses paroles les thèmes de l'amour, du plaisir et de l'autonomisation. À sa sortie, Feel a reçu des critiques mitigées à positives de la part des critiques musicaux. La plupart des critiques ont fait l'éloge du son de l'album et de l'incorporation par Namie de musique de danse électronique. Cependant, certains ont critiqué le manque d'originalité de l'album et la prestation en anglais de Namie.
L'album a été un succès commercial au Japon, atteignant le numéro un du classement Oricon Albums Chart et du Billboard Hot Albums. Il a également été certifié platine par la Recording Industry Association of Japan (RIAJ) et s'est vendu à plus de 400 000 unités au Japon. Il est également apparu dans les palmarès des records en Corée du Sud et à Taiwan. Namie s'est lancée dans son Feel Tour 2013, voyageant à travers le Japon et d'autres régions d'Asie. L'année suivante, un DVD et un Blu-Ray live sont sortis.
Cinq singles sont sortis pour promouvoir Feel : Big Boys Cry , Beautiful, Contrail, Hands on Me et Heaven; bien que Beautiful n'apparaisse pas sur l'album. Les deux premières chansons sont sorties sous forme de double single face A et ont sous-performé dans le pays d'origine de Namie. Contrail, Hands on Me et Heaven ont été publiés numériquement et classés dans le Billboard Japan Hot 100. Chaque chanson a également été présentée dans des publicités qui ont fait leurs débuts au Japon.

## Contexte et production
En juin 2012, Namie Amuro sort son premier album studio bilinguelé, Uncontrolled, pour commémorer son 20e anniversaire de carrière. Cela a marqué un changement dans les normes sonores et de production de Namie, travaillant principalement avec des auteurs-compositeurs et des producteurs en dehors du Japon, et cela a également marqué la transition de Namie de la musique de danse urbaine à la musique de danse électronique. L'album a reçu des critiques mitigées à positives à sa sortie, mais ce fut un succès commercial dans son pays d'origine. Namie s'est lancée dans sa tournée 5 Domes à travers le Japon pour promouvoir l'album, qui a ensuite reçu une sortie live sur DVD et Blu-Ray.

## Liste des titres
| CD    | CD                                                | CD    | CD | CD | CD | CD | CD | CD | CD |
| No    | Titre                                             | Durée |    |    |    |    |    |    |    |
| ----- | ------------------------------------------------- | ----- | -- | -- | -- | -- | -- | -- | -- |
| 1.    | Alive                                             | 3:27  |    |    |    |    |    |    |    |
| 2.    | Rainbow                                           | 3:03  |    |    |    |    |    |    |    |
| 3.    | Can You Feel This Love                            | 4:00  |    |    |    |    |    |    |    |
| 4.    | Big Boys Cry (du single Big Boys Cry / Beautiful) | 3:22  |    |    |    |    |    |    |    |
| 5.    | Hands On Me                                       | 3:15  |    |    |    |    |    |    |    |
| 6.    | Heaven                                            | 3:31  |    |    |    |    |    |    |    |
| 7.    | Poison                                            | 3:51  |    |    |    |    |    |    |    |
| 8.    | La La La                                          | 2:59  |    |    |    |    |    |    |    |
| 9.    | Supernatural Love                                 | 3:23  |    |    |    |    |    |    |    |
| 10.   | Let Me Let You Go                                 | 4:02  |    |    |    |    |    |    |    |
| 11.   | Contrail                                          | 4:12  |    |    |    |    |    |    |    |
| 12.   | Stardust In My Eyes                               | 3:25  |    |    |    |    |    |    |    |
| 42:30 |                                                   |       |    |    |    |    |    |    |    |

| 1. | Alive                                                |  |
| 2. | Big Boys Cry                                         |  |
| 3. | Hand On Me                                           |  |
| 4. | Heaven                                               |  |
| 5. | Let Me Let You Go                                    |  |
| 6. | Can You Feel This Love (English ver.) -Making Movie- |  |